# Palpimanus persicus
Espèce
Palpimanus persicus est une espèce d'araignées aranéomorphes de la famille des Palpimanidae.

## Distribution
Cette espèce est endémique de la province du Hormozgan en Iran,. Elle se rencontre vers Bandar Abbas et Minab.

## Description
Le mâle holotype mesure 5,20 mm et la femelle paratype 6,55 mm.

## Étymologie
Son nom d'espèce lui a été donné en référence au lieu de sa découverte, la Perse.

## Publication originale
- Zamani & Marusik, 2021 : « A new genus and ten new species of spiders (Arachnida, Araneae) from Iran. » ZooKeys, no 1054, p. 95-126 (texte intégral).